# 大江嘉言
大江 嘉言（おおえ の よしとき）は、平安時代中期の貴族・歌人。氏姓は弓削朝臣のち大江朝臣。大江千古の孫にあたる大隅守・大江仲宣の子。官位は従五位上・対馬守。中古三十六歌仙の一人。

## 経歴
正暦3年（992年）文章生に補せられ、のち文筆とは直接関係ない弾正少忠を務める。長保5年12月（1004年1月）兄の清言らと共に弓削朝臣姓から大江朝臣姓に改姓したか。また、寛弘2年（1005年）藤原隆家の使いとして藤原実資邸を訪れたとの記録があり、長徳2年（996年）に発生した長徳の変で中関白家が没落した後も同家に仕えていたとみられる。寛弘6年（1009年）但馬守次いで対馬守に任ぜられて現地に赴任するが、まもなく同地で没した。
各種歌合に作者として出詠したほか、藤原長能・源道済・能因といった歌人と交流があった。能因の家集である『能因集』に嘉言が対馬守として下向する際の贈答歌や、任地で没した嘉言を追悼する和歌が載せられている。
勅撰歌人として『拾遺和歌集』（3首）以下の勅撰和歌集に29首が入集。家集に自作歌のみ186首を収めた『大江嘉言集』がある。

## 官歴
- 正暦3年（992年） 12月19日：文章生[5]
- 長保3年（1001年） 正月24日：弾正少忠[5]
- 長保5年（1003年） 12月28日：弓削朝臣から大江朝臣に改姓?[6]
- 寛弘6年（1009年） 正月28日：但馬守[5]。日付不詳：対馬守[7]